# Zálužná
Zálužná este o arie protejată (arie specială de conservare — SAC, sit de importanță comunitară — SCI) din Republica Cehă întinsă pe o suprafață de 0,2 ha, integral pe uscat.

## Localizare
Centrul sitului Zálužná este situat la coordonatele 49°49′22″N 17°42′57″E / 49.822778°N 17.715833°E.

## Înființare
Situl Zálužná a fost declarat sit de importanță comunitară în aprilie 2005 pentru a proteja 1 specie de animale. Situl a fost protejat și ca arie specială de conservare în aprilie 2014.

## Biodiversitate
Situată în ecoregiunea continentală, aria protejată nu include niciun habitat protejat.
La baza desemnării sitului se află o specie protejată de  mamifere: liliac cârn (Barbastella barbastellus).